# Estadio del 26 de Marzo
El Estadio del 26 de Marzo (en francés: Stade du 26 Mars)  se encuentra en los vecindarios del sur de la ciudad de Bamako, la capital del país africano de Malí. Sirve como la sede habitual para el club de fútbol nacional Stade Malien y es considerado el estadio nacional. Tiene una capacidad para hasta 50 000 personas todas sentadas. Construido en 2001, su nombre viene de la fecha del Día de los Mártires de Malí: una conmemoración nacional del día 26 de marzo de 1991 cuando un levantamiento en Bamako derrocó a la dictadura de Moussa Traoré.